# Marta Marrero
Marta Marrero Marrero (Las Palmas de Gran Canaria, 16 gennaio 1983) è un'ex tennista e giocatrice di padel spagnola.

## Biografia
Marta Marrero è diventata professionista nel 1998, dopo una buona esperienza da juniores (12 titoli tra singolo e doppio). Nel 2000 ha raggiunto i quarti di finale al Roland Garros partendo dalle qualificazioni: è stata eliminata dalla connazionale Conchita Martínez in due set.
Nel 2004 ha vinto il doppio al torneo di Sopot, con la partner Nuria Llagostera Vives.  Nel 2005 ha bissato tale successo, stavolta con Antonella Serra Zanetti.
Si è ritirata nel 2010 in seguito a una serie di infortuni.

## Vita privata
Ha una figlia, Flavia. 

## Statistiche

### Risultati in progressione
| Sigla | Risultato               |
| ----- | ----------------------- |
| V     | Vincitore               |
| F     | Finalista               |
| SF    | Semifinalista           |
| O     | Oro olimpico            |
| A     | Argento olimpico        |
| SF    | Bronzo olimpico         |
| QF    | Quarti di Finale        |
| 4T    | Quarto turno            |
| 3T    | Terzo turno             |
| 2T    | Secondo turno           |
| 1T    | Primo turno             |
| RR    | Round Robin             |
| LQ    | Turno di qualificazione |
| A     | Assente                 |
| ND    | Non disputato           |

| Legenda superfici    |
| -------------------- |
| Cemento              |
| Terra battuta        |
| Erba                 |
| Superficie variabile |

#### Singolare nei tornei del Grande Slam
| Torneo          | 2000 | 2001 | 2002 | 2003 | 2004 | 2005 | 2006 | 2007 | 2008 | 2009 | 2010 |
| --------------- | ---- | ---- | ---- | ---- | ---- | ---- | ---- | ---- | ---- | ---- | ---- |
| Australian Open | A    | 4T   | 2T   | 2T   | 1T   | 1T   | A    | A    | A    | A    | A    |
| Open di Francia | QF   | 3T   | 2T   | 1T   | 2T   | 1T   | A    | A    | A    | A    | A    |
| Wimbledon       | A    | 2T   | 2T   | 1T   | 1T   | 1T   | A    | A    | A    | A    | A    |
| US Open         | 1T   | 1T   | 1T   | 1T   | 1T   | A    | A    | A    | A    | A    | A    |

#### Doppio nei tornei del Grande Slam
| Torneo          | 2000 | 2001 | 2002 | 2003 | 2004 | 2005 | 2006 | 2007 | 2008 | 2009 | 2010 |
| --------------- | ---- | ---- | ---- | ---- | ---- | ---- | ---- | ---- | ---- | ---- | ---- |
| Australian Open | A    | A    | 1T   | 1T   | 1T   | 1T   | A    | A    | A    | A    | A    |
| Open di Francia | A    | A    | 2T   | 2T   | A    | 2T   | A    | A    | A    | A    | A    |
| Wimbledon       | A    | A    | 1T   | 1T   | A    | 1T   | A    | A    | A    | A    | A    |
| US Open         | A    | A    | 1T   | 1T   | 2T   | 2T   | A    | 2T   | A    | A    | A    |

#### Doppio misto nei tornei del Grande Slam
Nessuna partecipazione